# لیسوویتسه
لیسوویتسه (به چکی: Lysovice) یک منطقهٔ مسکونی در جمهوری چک است که در ناحیه ویشکوو واقع شده‌است. لیسوویتسه ۵٫۲۹ کیلومتر مربع مساحت و ۲۶۵ نفر جمعیت دارد و ۲۷۰ متر بالاتر از سطح دریا واقع شده‌است.